# Hearts of Oak Sporting Club
Pour les articles homonymes, voir Hearts of Oak.
Maillots
Actualités
Hearts of Oak SC est un club ghanéen de football basé à Accra.

## Histoire
Fondé en 1911, le Hearts of Oak est considéré comme l'un des plus anciens clubs ghanéen. Son premier match s'est joué le 11 novembre 1911 contre le club des Invincibles.
En 1956, le Hearts rejoint la Ghanaian Football League.

## Palmarès
| Compétitions nationales | Compétitions internationales |
| - Championnat du Ghana (21) : - Champion : 1956, 1958, 1962, 1971, 1973, 1976, 1978, 1979, 1984, 1985, 1990, 1997, 1998, 1999, 2000, 2001, 2002, 2004, 2007, 2009, 2021. - Coupe du Ghana (12) : - Vainqueur : 1973, 1974, 1979, 1981, 1989, 1990voir note, 1994, 1996, 1999, 2000, 2021 et 2022. - Finaliste : 1958, 1960, 1990 et 1995. - Supercoupe du Ghana (4) : - Vainqueur : 1997, 1998, 2014 et 2021. | - Ligue des champions de la CAF (1) : - Vainqueur : 2000. - Finaliste : 1977 1979. - Coupe de la confédération (1) : - Vainqueur : 2004. - Supercoupe d'Afrique (1) : - Vainqueur : 2001. - Finaliste : 2004. |

- Asanta Kotoko gagne la finale de 1990 (4-2), mais Hearts of Oak porte réclamation pour l'utilisation d'un joueur non autorisé, Hearts of Oak sera crédité du titre de vainqueur de la Coupe[3].

## Personnalités du club

### Anciens joueurs célèbres
| - Sammy Adjei - Opoku Afriyie - Anthony Annan | - Stephen Appiah - Laryea Kingston - Peter Ofori-Quaye | - Daniel Quaye - Prince Tagoe |

### Liste des entraîneurs
| - Ackom Duncan - Carl Weigang - Charles Addo Odametey - Willie Evans - John Eshun - Sam Arday - Cecil Jones Attuquayefio - King Adjei Pele - Ernst Middendorp | - Petre Gavrilă - Charles Gyamfi - Isaac Paha - Emmanuel Kwasi Afranie - J. E. Sarpong - Fred Osam Doudoo - Sazio Banher - Mohammed Ahmed "Polo" - Francis Oti-Akenteng | - Sam Amarteifio - Sampson Lamptey - Ofei Ansah - Abdul Karim Zito - Herbert Addo - Mitko Dobrev - Eyal Lahman - Kosta Papic - Nii Noi Thompson - David Duncan (depuis nov. 2012) |

### Liste des présidents
- H. P. Nyametei
- Akai Nettey
- C. B. Nettey
- Tommy Thompson
- Harry Sawyerr
- Seth Abadzie
- Dr Nyaho Tamakloe
- Awuah Nyamekye
- Ernest Bediako
- Harry Zakour
- Bright Akwetey

## Identité visuelle

Ancien logo.
Logo actuel.